# Віктор Клавер
Віктор Клавер  (ісп. Víctor Claver, 30 серпня 1988) — іспанський баскетболіст, олімпійський медаліст.

## Виступи на Олімпіадах
| Олімпіада   | Дисципліна | Місце |
| ----------- | ---------- | ----- |
| Лондон 2012 | баскетбол  | 2     |
| Ріо 2016    | баскетбол  | 3     |

## Зовнішні посилання
- Олімпійський профіль. sport.references.com. Архів оригіналу за 16 грудня 2012. Процитовано 13.08.2017. (англ.)
- Спортивний профіль. fiba.com. Архів оригіналу за 15 вересня 2017. Процитовано 13.08.2017. (англ.)